# Matt Sazama y Burk Sharpless
Matt Sazama y Burk Sharpless son guionistas estadounidenses conocidos por escribir películas juntos. Después de éxitos de taquilla como Dracula Untold (2014), Sazama y Sharpless escribieron Morbius (2022) y Madame Web (2024), ambas parte del Universo Spider-Man de Sony, las cuales se convirtieron en fracasos de taquilla y recibieron una recepción negativa por parte de la crítica.

## Carrera
En agosto de 2008, Sony Pictures Entertainment contrató a Sazama y Sharpless para escribir el guion de una adaptación cinematográfica de Flash Gordon, con Breck Eisner como director.
En enero de 2011, 20th Century Fox contrató a Sazama y Sharpless para adaptar el juego arcade de Atari de los años 80 Missile Command. En agosto de 2011, Universal contrató a Sazama y Sharpless para escribir el guion de un largometraje basado en el juego de mesa de Hasbro Cluedo. En septiembre de 2011, Chernin Entertainment compró una propuesta sin título de Sazama y Sharpless, que fue descrita como un El libro de la selva futurista.
Sazama y Sharpless escribieron el guion de la película de terror y fantasía de 2014 Dracula Untold, protagonizada por Luke Evans, Sarah Gadon y Dominic Cooper. La película fue dirigida por Gary Shore y estrenada en Estados Unidos por Universal Pictures el 10 de octubre de 2014. 
Sazama y Sharpless también reescribieron el borrador original de Cory Goodman de la película de suspenso y fantasía de 2015 El último cazador de brujas, protagonizada por Vin Diesel, Elijah Wood, Rose Leslie, Julie Engelbrecht y Michael Caine. Breck Eisner dirigió la película, que fue estrenada el 23 de octubre de 2015 por Summit Entertainment.
Además, Sazama y Sharpless escribieron el guion de la película de acción y fantasía Dioses de Egipto, protagonizada por Nikolaj Coster-Waldau, Brenton Thwaites, Gerard Butler y Geoffrey Rush. La película, dirigida por Alex Proyas, fue estrenada el 26 de febrero de 2016 por Lionsgate.
En noviembre de 2015, Netflix anunció Perdidos en el espacio, una nueva versión de la serie de televisión de 1965, contratando a Sazama y Sharpless para escribir. Sazama y Sharpless contribuyeron a la historia del reinicio de los Power Rangers de 2017. En 2017, se anunció que Sony Pictures contrató al dúo para escribir el guion de la adaptación cinematográfica del personaje de Marvel Comics, Morbius. La película es parte de su universo compartido titulado Universo Spider-Man de Sony. También escribieron una adaptación cinematográfica de Madame Web.

### Proyectos futuros
En junio de 2015, Walt Disney Pictures contrató a Sazama y Sharpless para escribir una adaptación en vivo de la secuencia Night on Bald Mountain de la película animada de la década de 1940 Fantasia, de la que también serían productores ejecutivos. A partir de 2024, no ha habido ningún desarrollo activo en el proyecto.

## Filmografía
Cine
| Año  | Título                      | Director        | Notas         |
| ---- | --------------------------- | --------------- | ------------- |
| 2014 | Dracula Untold              | Gary Costa      |               |
| 2015 | El último cazador de brujas | Breck Eisner    |               |
| 2016 | Dioses de Egipto            | Alex Proyas     |               |
| 2017 | Power Rangers               | Dean Israelite  | Solo historia |
| 2022 | Morbius                     | Daniel Espinosa |               |
| 2024 | Madame Web                  | S. J. Clarkson  |               |

Televisión
- Lost in Space (2018-2021) (showrunners y productores ejecutivos)